# Jugurtia jemenensis
Jugurtia jemenensis är en stekelart som beskrevs av Kostylev 1935. Jugurtia jemenensis ingår i släktet Jugurtia och familjen Masaridae. Inga underarter finns listade i Catalogue of Life.